# Glorianes
Glorianes ([gluɾi'anəs], oficialment amb la mateixa forma en francès) és una comuna de la comarca del Conflent, a la Catalunya del Nord.
La dita diu: És com el campanar de Glorianes que espera, encara, les campanes o Fiert (orgullós) com el campanar de Glorianes. Al segle xvii o XVIII l'església de Glorianes tenia un campanar molt alt, que es va esfondrar de sobte, d'aquí les burles. Fins i tot hi havia una cançoneta infantil que cantava la mainada fent castells de cartes, la construcció essent vàlida si aguantava a la fi de la cantarella: Campanar de Glorianes qui t'ha fet pujar tan alt? - Els fadrins de Marqueixanes que me paguen el censal.

## Etimologia
Joan Coromines explica que Glorianes prové de la forma llatina villas claudĭanas, derivat del nom propi Claudius.

## Geografia

### Localització i característiques generals del terme

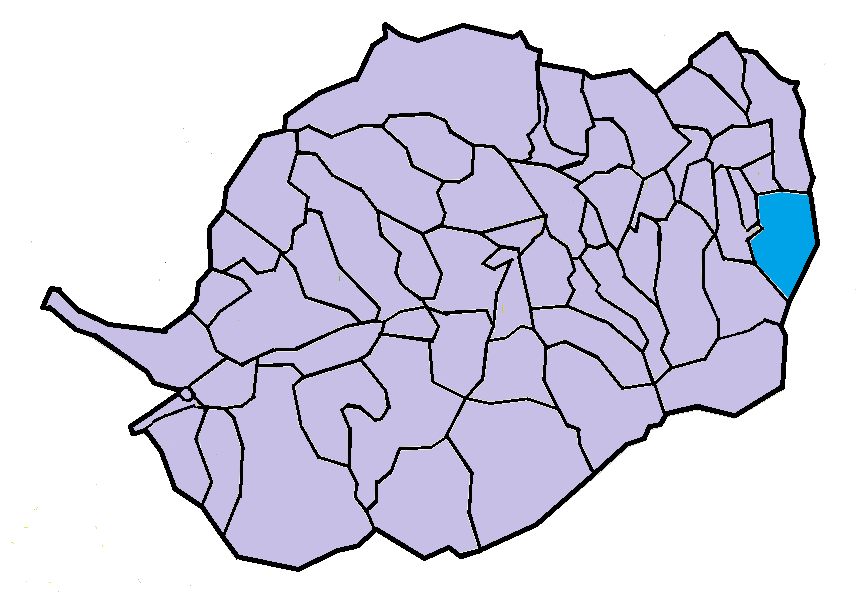
Situació de la comuna de Glorianes en el Conflent

El terme comunal de Glorianes, de 187.200 hectàrees d'extensió, és situat a la vora de la Tet, a l'extrem oriental de la comarca del Conflent, al límit amb la del Rosselló. Pertany a la subcomarca del Baix Conflent. El terme s'estén a la dreta de la Tet, bastant allunyat de la llera del riu, molt per damunt seu. Malgrat la seva extensió geogràfica, amb els seus 23 habitants empadronats el 2015 Glorianes és la sisena comuna menys poblada dels Països Catalans.
Tota la comuna de Glorianes és en els contraforts septentrionals del Massís del Canigó i inclou les capçaleres de les riberes de Croses i de Rigardà. Comprèn el poble de Glorianes i els despoblats, antics pobles, d'Arenyanes, el Mas de l'Alzina, Sofrunys i Foixà. La meitat nord-est del poble pertany a la capçalera de la Ribera de Croses, i la sud-oest, a la de la Ribera de Rigardà. El poble de Glorianes és a la carena que separa aquestes dues valls. Els cims més elevats es troben a migdia del terme, on es troben, al sud-est el cim de Santa Anna dels Quatre Termes, on es troben les comunes de Glorianes, la Bastida i Bula d'Amunt (el quart terme és el de Vallestàvia, que queda molt a prop d'aquest cim), des del qual baixa cap al nord, decantant-se lleugerament cap a l'est, la carena que separa les comarques del Rosselló i del Conflent, amb el Puig Sobirana, de 1.307 m alt, el Coll de les Arques, de 1.023, i la Roca Roja, de 1.015. Pel costat de ponent tanca el terme el Serrat del Ginebre, que assoleix els 1.197 m alt, que separa la capçalera de la Ribera de Rigardà de la de la Lentillà, que conforma a la capçalera el terme de Vallestàvia i aigües avall el de Finestret.
Termes municipals limítrofs:
| Jóc         | Rigardà / Rodès |              |
| Finestret   |                 | Bula d'Amunt |
| Vallestàvia | La Bastida      |              |

### El poble de Glorianes

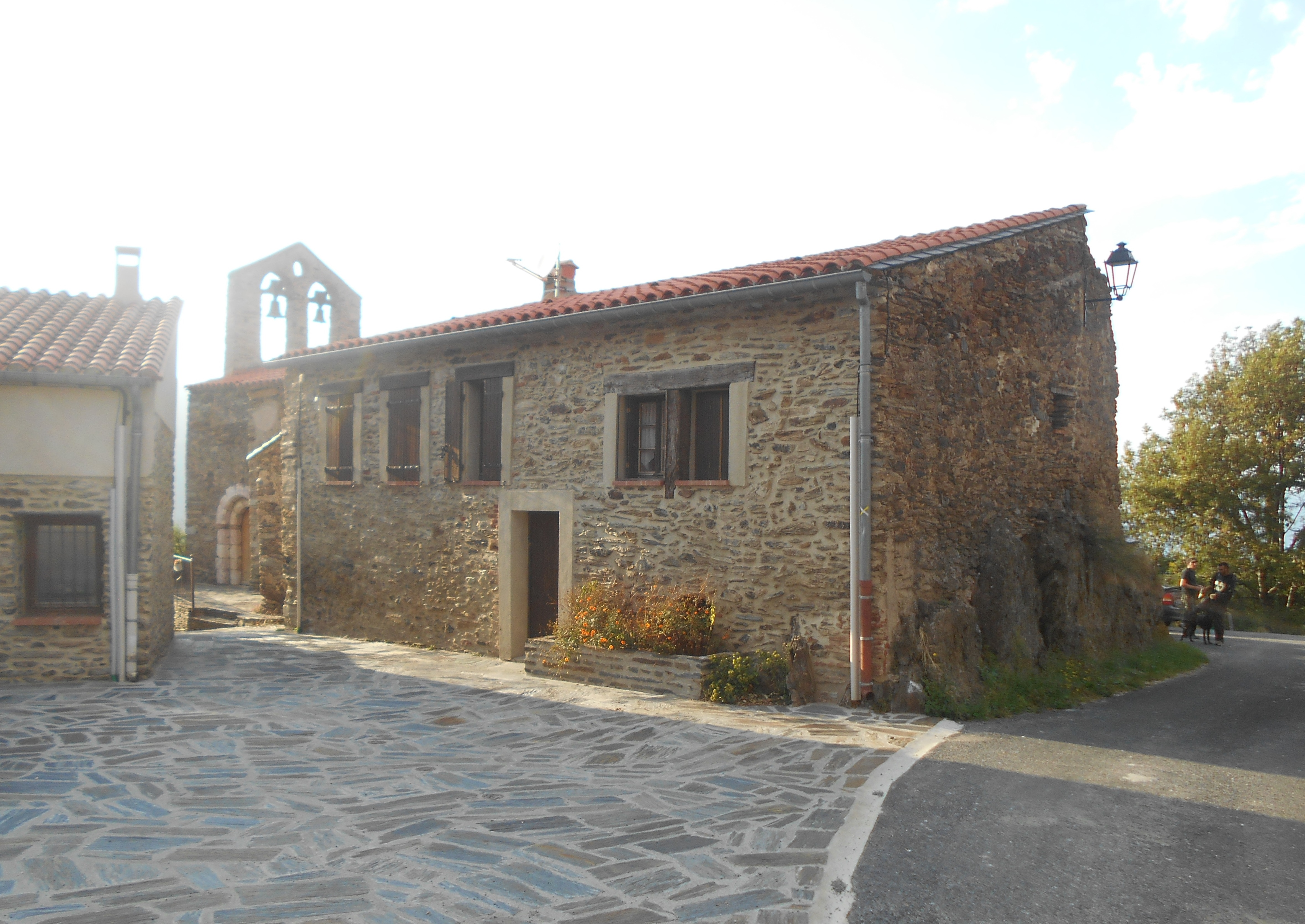
El petit vilatge de Glorianes

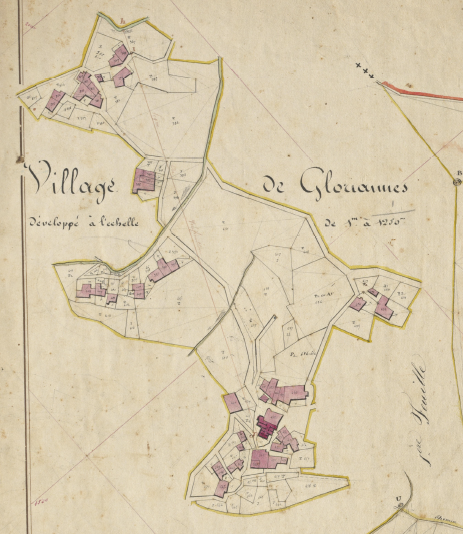
Glorianes en el Cadastre napoleònic del 1812 (Arxius Departamentals dels Pirineus Orientals)

Glorianes és en el vessant occidental de la carena que separa les capçaleres de les valls de la Ribera de Croses i de la Ribera de Rigardà, en aquest cas en la del seu afluent Ribera de Glorianes. És un petit agrupament de cases a l'entorn de la seva església parroquial, de tradició romànica, Sant Sebastià, o Sant Esteve, de Glorianes. Al costat de l'església de Sant Esteve, o Sant Sebastià, hi ha algunes restes del Castell de Glorianes.

### Arenyanes
El lloc d'Arenyanes, despoblat des de principis de l'edat moderna, era en un lloc ara per ara desconegut al nord-est del terme de Glorianes. Està documentat entre l'any 878 i el 1553. El segle xii era feu dels vescomtes de Fenollet; després passà als vescomtes d'Illa, i la seva història restà unida a la de Glorianes.

### Sofrunys
El lloc de Sofrunys, despoblat des de darreries de l'edat mitjana, era al nord-oest del terme i del poble de Glorianes. S'hi conserven les restes de l'església, romànica, de Sant Esteve de Sofrunys. Era una senyoria dependent de Sanç I de Mallorca, infeudat a Jaume Boer, de Vilafranca de Conflent. Més tard passà a mans d'Elionor de Perellós, senyora de Glorianes i de Jóc, qui ho infeudà a Agnès Secdenya.

### El Mas de l'Alzina
Documentat des del 1257, el Mas de l'Alzina va ser un feu en mans d'una família cognominada Mas de l'Alzina el segle xiii. Era a la zona de llevant del terme, a la vall de la Ribera de Croses, prop a llevant de Foixà. Actualment encara existeix el Mas de Foixà, modernitzat. En el segle xiv era considerada un lloc associat amb Canoetes (Cases Novetes): mansus de la Autzina in loco vocato de Casis Novelis. Almenys des de principis del segle xvii pertanyia a Sant Miquel de Cuixà.

### Foixà
Documentat des del 1310, Foixà va ser un feu en mans d'una família cognominada d'aquesta manera el segle xiv. Era a la zona de llevant del terme, a la vall de la Ribera de Croses, prop a ponent del Mas de l'Alzina, i actualment només queden algunes restes del Mas de Foixà.

### El Roc de l'Amorriador
A llevant del poble, en el camí que mena al Coll de les Arques, hi ha el Roc de l'Amorriador, al Camp de l'Home Mort, uns 250 metres més enlairat, dalt de la carena. S'hi troben un gran roc amb cúpula formada per una gran llosa gravada amb dibuixos molt esquemàtics, entre els quals una creu.

### La Mina de Glorianes
La Mina de Glorianes, situada al sector nord-oest del terme, al nord del poble que li dona el nom. Es va explotar entre el 1922 i el 1967, i es va abandonar, sense acabar amb els recursos que conté, pel nul rendiment econòmic de l'explotació.

### Els masos del terme
Glorianes conserva unes quantes edificacions rurals disperses pel terme, com l'Andar del Perilles, Can Jaume, o Mas d'en Molins, un Cortal sense nom, el Cortal de Crabi, abans, d'en Garriga, el Cortal de les Artigues, abans d'en Molins, el Cortal de l'Escapa, o de l'Oriol, el Cortal del Mig, abans, d'en Nou, el Cortal del Pou, el Cortal dels Bonhomes, el Cortal del Tosquiraire, el Cortal d'en Noell, el Cortal d'en Picot, els Cortals d'en Solatge, abans del Tosquiraire, la Jaça d'en Guillemot, el Mas de Baix, el Mas de l'Alzina, o d'en Toron, el Mas de l'Isidre, o de la Senyora, abans antigament Cortal del Mas Corder, o d'en Morer, el Mas d'en Guirall, el Mas d'en Picot, el Mas d'en Vila-seca, el Mas Nou i el Masot. D'altres són abandonades i en ruïnes, com l'Andar de les Escopes, el Cortal de Foixà, abans Cortal Vell, el Cortal de la Jaça, abans Mas o Jaça d'en Ventaló, el Cortal d'en Vila-seca, el Cortal de Roca Roja, abans, de l'Ollet, el Cortalot, o Cortal de Foixà, la Farga, el Mas de Foixà, el Mas de l'Esteve, abans Cortal d'en Pallarès, el Mas Corder, o del Corder, abans d'en Morer, el Mas de l'Onclet, el Mas de l'Oriol, el Mas Mas, o d'en Molins, el Mas Fontdecava i el Molí, abans Molí d'en Noell. Finalment, d'altres s'han convertit en noms antics, amb l'edificació del tot desapareguda, entre els quals es troben la Barraca d'en Paraire i les Barraques de les Mines. Esment a part mereixen l'Oratori, el Pou de Glaç i les esglésies en ruïnes de Santa Anna dels Quatre Termes i Sant Esteve de Sofrunys. En el terme de Glorianes hi havia hagut la capella privada de Sant Isidre, ara desapareguda.

### Hidrologia
El terme de Glorianes es vertebra a l'entorn de dos cursos d'aigua principals: la meitat nord-est acull la vall de la Ribera de Croses, i la sud-oest, la de la Ribera de Rigardà, en aquest darrer cas, a través del seu formant de capçalera, la Ribera de Glorianes, o Riu Fagès (el tram final, a Rodès, de la unió de les riberes suara esmentades és també anomenada Riufagès. A la capçalera de la Ribera de Croses es troben el Torrent Gros, el Còrrec del Roc del Prior i el Còrrec de la Castanyereda. A partir de la seva unió, la Ribera de Croses rep per l'esquerra el Còrrec del Solà del Masot, per la dreta el Còrrec de les Comes, o de les Escomes, per l'esquerra els còrrecs del Masot, del Rabasset i d'en Ravall, més tard per la dreta els còrrecs del Bac de l'Abella, de Can Toron, o de l'Or (al capdamunt del qual hi ha el Pou de Gel), per l'esquerra el dels Querols i el del Perelloner, primer, i els del Cortal i del Camp de la Morera, després, després rep alhora el Còrrec de Can Duran per l'esquerra i el del Solà per la dreta, més tard, el del Bac i el de l'Or per la dreta, el de la Roureda per l'esquerra, el del Canal i el de les Teixaires per la dreta, el d'en Sicart per l'esquerra i, ja al límit del terme, fronterer amb Rodès, el del Camp del Cirer i el del Mas de l'Escapa per la dreta i el de Miralles per l'esquerra.
La Ribera de Glorianes, o Riu Fagès, al sud-oest, es forma al nord-oest del poble de Glorianes per la unió del Còrrec de Sutzeres, que hi aporta els còrrecs de les Agulles, de la Font dels Cans, de la Font d'en Pollí, del Pou d'en Morer, de la Font del Raig, de la Solana d'en Gorça, de Crabi, de Cornellanes i de Canal Dou, el Còrrec de les Corbateres, amb els còrrecs del Faig, del Grevolet, de la Vernosa, dels Canèvols, de les Pardines, dels Canals i de la Devesa. Un cop formada, la Ribera de Glorianes rep l'afluència dels còrrecs de Font Rovellosa, del Millar, de la Batllia, del Vimaner, amb el de la Font Fresca, del Mas Molins, dels Castanyers, del Mas d'en Picot, de la Pedregosa, amb el de la Bena, del Bac d'en Vilar, dels Bacs, d'en Tomeu i de Coma Cremada, amb el de la Font Charles. Aleshores esdevé limítrof entre Glorianes i Rigardà, i només els afluents per la dreta provenen de Glorianes: el Còrrec de Cortelles, del Reposador, d'en Fanxones, del Mas d'en Corder i del Sastre, amb els del Bac de l'Hereu i del Bosc del Corder. A l'extrem nord-oest del terme, el Còrrec del Bosc d'en Cases, i els dos de Sant Esteve s'inicien en terme de Glorianes, però passen de seguida al terme de Rigardà.
Glorianes té un bon nombre de fonts i surgències: Font de la Canal, de la Jaça, del Camí, del Clot de la Mill, de les Cornellanes, les dues del Mas Corder, del Mas d'en Molins, del Raig, en realitat una mollera, dels Cans, dels Clots, d'en Paulí, d'en Ventaló, la Font Fresca, la Font Rovellosa, també una mollera, la Font Xervi, i les molleres de les Escopes, del Roc del Prior, de les Artigues i del Torrent Gros.

### Orografia
L'orografia del terme de Glorianes és molt trencada; això fa que nombrosos dels seus topònims són referits a formes orogràfiques. Així, s'hi troben obagues: el Bac, Bac de l'Abella, de la Blada, o Camp del Raig, Bac de la Casa, de la Font del Raig, de la Font d'en Ventaló, de l'Aper, de les Agulles, de les Escopes, de l'Hereu, de l'Home Mort, del Pla de les Eugues, dels Querols, d'en Catel, d'en Guillemot, d'en Pacull, d'en Ravall, d'en Vilar, de Puig Sobirà, de Roca d'Aurenc, de Santa Anna, de Sant Isidre, abans del Senyor Isidre, i els Bacs; boscs: el Bosc, el Bosc del Mas, el Bosc d'en Cases, el Bosc Llong; clots: Clot de la Mill, del Mas del Corder, d'en Burguera, d'en Cest, d'en Morer, de Vila-seca, Clot Falgós, els Clots, o els Clots del Mas, i els Clots d'en Minda; collades: Collada de Camp de Tou, Collada de Sant Esteve, Coll de la Creu de Ferro, Coll de les Arques i Coll del Peiró; comes: la Coma i Coma Cremada; muntanyes: la Penya d'en Jepilla, el Pic Ambrosi, el Pic Fabra, el Pic de l'Evangeli, el Pic d'en Serradell, Roca Cabra, Roca d'Aurenc, Roca Grillera, Roca Roja, Roc del Prior; plans: Pla de les Eugues, Pla de les Mines, Planell de la Mollera; serres: la Serra, abans Serra de Molins, Serra de Coma Cremada, Serra de Sant Esteve, Serrat de Fort Xervi, Serrat de l'Evangeli, Serrat del Ginebre (n'hi ha dos, amb aquest nom), Serrat d'en Batiste, Serrat d'en Fajal i Serrat d'en Ravall; solanes: el Solà, Solà de l'Abella, Solà de la Vinya (n'hi ha dos, amb aquest nom), Solà de les Escopes, Solà del Grevolet, Solà del Masot, Solà de l'Or, Solà del Rabasset, Solà d'en Compaiet, Solà d'en Ferriol, Solà d'en Guillemot, Solà d'en Ravall, la Solana, Solana de l'Andreu, Solana d'en Gorça, abans d'en Garsa, Solana d'en Puell i els Solans, i Vall: la Vall de Croses.

### El terme comunal
Els indrets específics i partides del terme de Glorianes són les Agulles, l'Aigual, Arenyanes, les Artigues, els Bonshomes, el Brosser, el Calet, el Camp de la Creu, el Camp de la Teuleria, el Camp del Coll, el Camp del Falguer, el Camp del Guillemot, el Camp de l'Home Mort, el Camp o Solà de l'Home Mort, el Camp de l'Oriol, el Camp del Roc, el Camp d'en Guillemot, el Camp d'en Perilles, el Camp de Sant Galderic, el Camp de Tou, els Camps de la Canal, els Camps de la Serra, els Camps del Clot, els Camps d'en Miquelet, Canal Dou, els Canals, els Canèvols, el Casot, la Castanyereda, el Cementiri dels Moros, el Cirerol, la Clara, la Colomina (dues), les Cornellanes,el Cortal, el Cortal del Mig, el Cortal del Pou, el Cortal d'en Noell, el Cortalet, Cortal Vell, Cortelles, Cossairocers, o Cossairoces, Crabi, la Creueta, la Devesa, la Drecera, o la Travessa, les Envolades, l'Erm del Senyor, l'Espinàs, Feixes Llargues, la Fajola, la Felipeta, la Femada d'en Nou, la Femada d'en Robert, el Foixà, Font de la Jaça, Font del Camí, Font dels Cans, Font del Noc, o dels Cans, Font d'en Paulí, o d'en Pollí, Font Rovellosa, Font Xervi, o Xervis, el Garrollar, el Grevolet, l'Home Mort, l'Hortell, la Jaça d'en Guillemot, la Jaça d'en Ventaló, la Llaguna, la Llomera, el Lloer, Maçanells, Mas de l'Alzina, Mas de l'Onclet, Mas d'en Molines, el Mas Nou, el Masot, el Mener de l'Or, o les Mines, Miralles, el Molí, la Mollera del Masot, la Mollera del Torrent Gros, la Pedregosa, el Pou del Gel, el Pou de Glaç, Puig Sobirà, els Querols, el Rabasset, el Reposador, Ribes del Clot, abans dels Clots, Roca Grillera, Roc del Cistellet, Roc del Prior, Roirer de la Serra, Roures o Roirer d'en Colom, les Roqueteres, o el Rocàs, abans la Roquetera, la Roureda Gran, la Roureda Petita, Santa Anna, Sant Esteve, Set Fonts, el Siurer, Sofrunys, les Sutzeres, abans la Utzera, la Talladassa, les Tallades, o les Estallades, Terres d'en Sabater, la Teuleria, el Torner, el Torrell, el Torrent Gros, la Vernosa, la Vinya d'en Jepilla, la Vinya d'en Pubillet, els Vinyals, el Vinyer Vell i les Voltes.

## Transports i comunicacions

### Carreteres
Una sola carretera travessa el terme de Glorianes: la D - 36a (Rigardà - Glorianes), que des del poble de Rigardà mena a Glorianes en 8,4 quilòmetres (en línia recta és quasi exactament la meitat, la distància que els separa). La carretera no té continuïtat més enllà d'aquest poble. A través d'aquesta carretera Glorianes es pot comunicar amb tot el Conflent i la Catalunya del Nord.

### Transport públic col·lectiu
Glorianes no té cap servei de transport públic habitual. Com altres pobles petits, disposa del TAD (Transport a la demanda).

### Els camins del terme
Creuen el terme de Glorianes diversos camins. Entre els interns de la comuna hi ha el de Crabi, el de Foixà, el de la Coma, el de l'Escapa, el de les Mines, el de les Tallades, el del Mas de Baix, el del Mas de l'Alzina, el del Mas d'en Molins, el del Mas Nou, o del Rabasset, el del Peiró, el de Santa Anna i la Travessa. Pel que fa als camins que enllacen Glorianes amb els pobles i termes del seu entorn hi ha el de Bula d'Amunt, el de Jóc a la Bastida, el dels Matxos, o de la Bastida, el de Rigardà pel Mas del Corder, el de Rigardà, el de Rodès, el de Rodés a Bula d'Amunt, el de Serrabona, el de Vallestàvia, o de la Jaça, el Camí Vell de Vinçà i la Ruta de Vinçà.

## Activitats econòmiques
L'aspror geogràfica del terme de Glorianes fa que sigui un territori poc adequat per a l'agricultura, fins al punt que tan sols s'hi troba un parell d'explotacions, amb menys d'una vuitantena d'hectàrees dedicades a l'agricultura, totes elles destinades a pastures i farratges. El cens animal arriba a uns 400 caps de bestiar, uns 350 d'oví i una cinquantena de cabrum. El terme està cobert de clapes importants de bosc, que antigament donava peu a una explotació de la fusta significativa.
Durant el segle xx, entre 1922 i 1963, hi hagué l'explotació de la Mina de Glorianes, que dona feina a la població i suposà una relativa riquesa econòmica. En abandonar-se la mina i decaure molt les explotacions tradicionals del medi natural, decaigueren de forma important l'economia i la població de Glorianes.

## Història

### Edat mitjana
Sant Miquel de Cuixà posseïa un alou in Gluvianes, en el lloc d'Arenianes, des del 1011, i els priorats de Santa Maria de Marcèvol i Santa Maria de Serrabona n'hi tenien també el 1265 - 1266. El 1320 en tenia els delmes infeudats el cavaller Bertran de Sant Marçal, vassall del vescomte d'Illa Pere de Fenollet. Just després, el senyoriu passava a Ramon de Perellós, senyor de Jóc, l'adquirí possiblement d'Andreu de Fenollet. Ramon de Perellós cedí la senyoria de Glorianes a la seva filla Elionor, sota la tutela del seu oncle Ponç de Perellós, majordom de Joan I, i del seu cosí, un altre Ramon de Perellós, nebot de l'esmentat en primer lloc. Joan I havia venut a Ponç de Perellós les senyories de Rigardà, Glorianes, el Mas de l'Alzina i Seïllà per 7.700 sous. Elionor, casada amb Miquel de Perellós, fill gran de Ponç i germà de Ramon, n'enviudà i es tornà a casar amb Berenguer de Vilaragut, de qui també enviudà. Morí sense descendència el 1458, i la seva herència passà al seu nebot Bernat de Perapertusa, a qui havia venut poc abans la senyoria de Glorianes.

### Edat Moderna
Els barons de Jóc, pertanyents a la família de Perapertusa, foren senyors de Glorianes fins a la fi de l'Antic Règim.

## Demografia

### Demografia antiga
La població està expressada en nombre de focs (f) o d'habitants (h)
| 25 f | 27 f | 12 f | 10 f | 7 f | 5 f | 37 f | 40 f | 211 h | 43 f | 42 f |

Notes:
- 1358: dels quals, 2 focs per a Arenyanes
- 1365 i 1378: per a Glorianes i Sofrunys
- 1365: dels quals, 2 f per a Arenyanes
- 1378: dels quals, 1 f per a Arenyanes
- 1515: dels quals, 1 f per a Arenyanes
- 1553: dels quals, 1 f per a Arenyanes.

### Demografia contemporània
| Evolució de la població |      |      |      |      |      |      |      |      |
| 1793                    | 1800 | 1806 | 1821 | 1831 | 1836 | 1841 | 1846 | 1851 |
| 209                     | 220  | 225  | 222  | 211  | 253  | 235  | 244  | 221  |

| 1856 | 1861 | 1866 | 1872 | 1876 | 1881 | 1886 | 1891 | 1896 |
| ---- | ---- | ---- | ---- | ---- | ---- | ---- | ---- | ---- |
| 229  | 210  | 221  | 193  | 195  | 190  | 188  | 168  | 169  |

| 1901 | 1906 | 1911 | 1921 | 1926 | 1931 | 1936 | 1946 | 1954 |
| ---- | ---- | ---- | ---- | ---- | ---- | ---- | ---- | ---- |
| 132  | 136  | 121  | 84   | 81   | 58   | 47   | 31   | 22   |

| 1962 | 1968 | 1975 | 1982 | 1990 | 1999 | 2006 | 2011 | 2015 |
| ---- | ---- | ---- | ---- | ---- | ---- | ---- | ---- | ---- |
| 16   | 7    | 8    | 13   | 20   | 23   | 21   | 17   | 23   |

Fonts: Ldh/EHESS/Cassini fins al 1999, després INSEE a partir deL 2004

### Evolució de la població

Població 1962-2008

## Administració i política

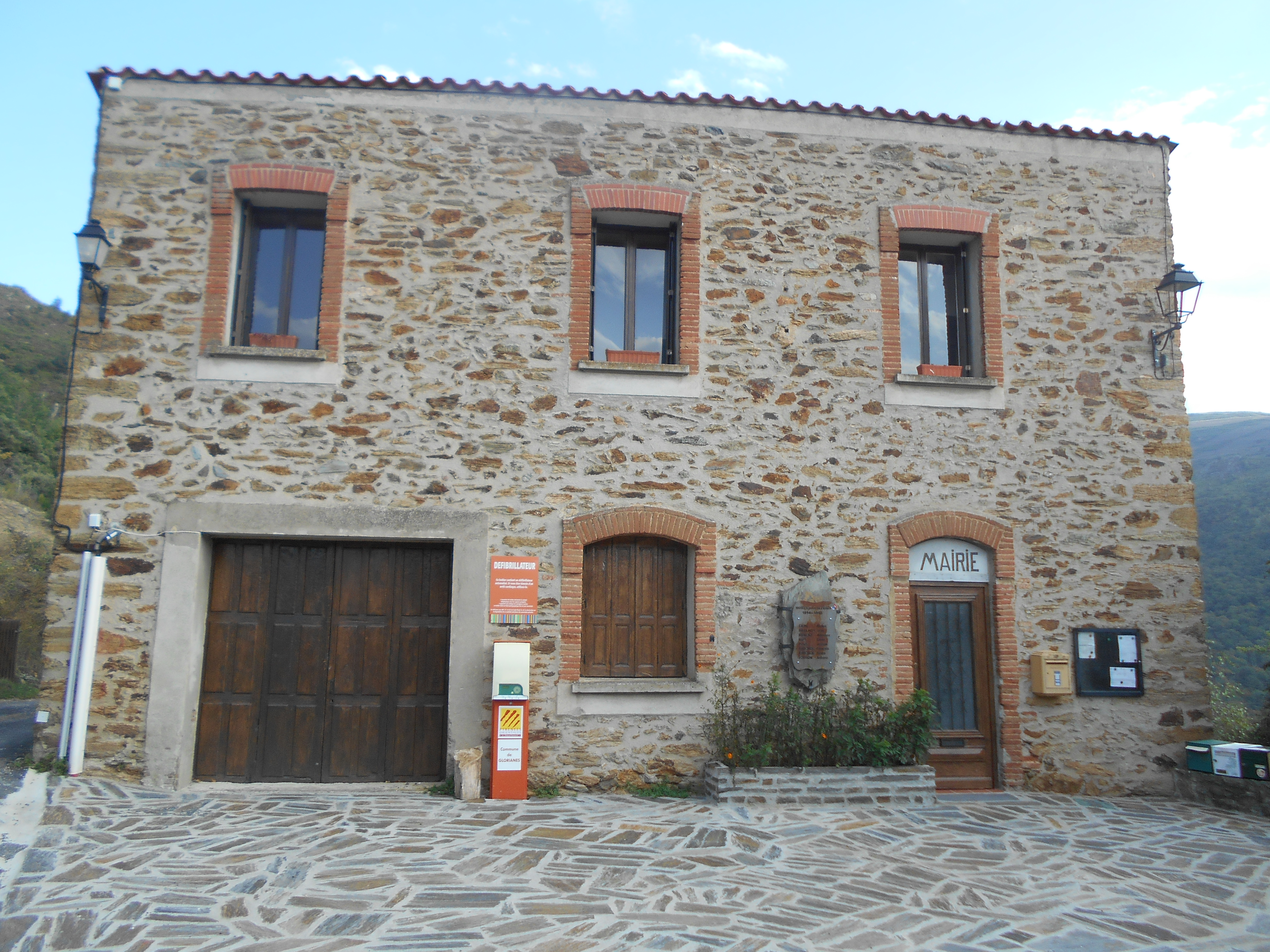
Casa de la Vila, antiga escola, de Glorianes

### Batlles
| Alcalde               | Període                       |
| --------------------- | ----------------------------- |
| Anne Alart            | Març del 2001 - Març del 2008 |
| Joseph Radonde        | Març del 2008 - Març del 2014 |
| Céline Drague-Pazican | Març del 2014 - Moment actual |

### Legislatura 2014 - 2020

#### Batlle
- Céline Drague-Pazican.

#### Adjunts al batlle[17]
- 1r: Ketty Solatges.

#### Consellers municipals
- Josette Cosse
- Joseph Radonde
- Alain Solatges
- Christophe Amy de la Bretèque
- Nadège D'Elbrer.

### Adscripció cantonal

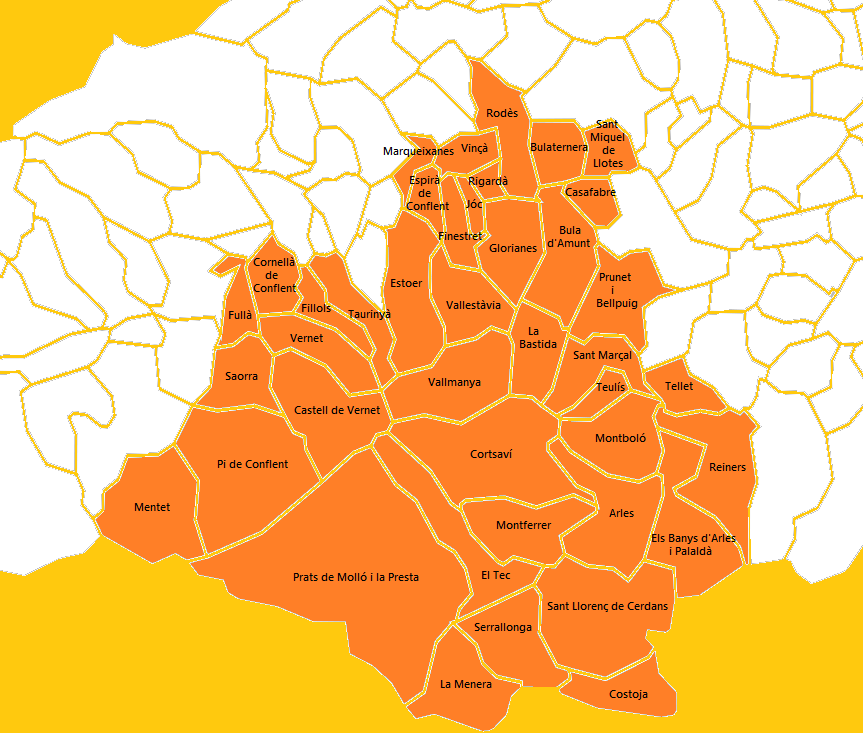
Mapa del Cantó del Canigó

A les eleccions cantonals del 2015 Glorianes ha estat inclòs en el cantó número 2, denominat El Canigó, amb capitalitat al poble dels Banys d'Arles, de la comuna dels Banys i Palaldà. Està format per les viles d'Arles, Prats de Molló i la Presta, Sant Llorenç de Cerdans, del Vallespir, i Vinçà, del Rosselló, i els pobles del Conflent de Castell de Vernet, Cornellà de Conflent, Espirà de Conflent, Estoer, Fillols, Finestret, Fullà, Glorianes, Jóc, Marqueixanes, Mentet, Pi de Conflent, Rigardà, Rodès, Saorra, Taurinyà, Vallestàvia, Vallmanya i Vernet, els del Rosselló de la Bastida, Bula d'Amunt, Bulaternera, Casafabre, Prunet i Bellpuig, Sant Marçal, Sant Miquel de Llotes, Tellet i Teulís, i els del Vallespir dels Banys i Palaldà, Cortsaví, Costoja, la Menera, Montboló, Montferrer, Reiners, Serrallonga i el Tec forma part del cantó número 2, del Canigó (nova agrupació de comunes fruit de la reestructuració cantonal feta amb motiu de les eleccions cantonals i departamentals del 2015). Són conselleres per aquest cantó Ségolène Neuville i Alexandre Reynal, tots dos del Partit Socialista francès.

### Serveis comunals mancomunats
Glorianes forma part de la Comunitat de comunes de Rosselló - Conflent, amb capitalitat a Illa, juntament amb Illa, Bellestar, Bula d'Amunt, Bulaternera, Casafabre, Corbera, Corbera la Cabana, Cornellà de la Ribera, Millars, Montalbà del Castell, Nefiac, Prunet i Bellpuig, Rodès, Sant Feliu d'Amunt i Sant Miquel de Llotes.

## Ensenyament i Cultura
Glorianes no té actualment cap centre d'ensenyament, atesa la poca població de la comuna. Els centres d'ensenyament maternal és el públic de Vinçà, en el nivell elemental els de Bulaternera, Marqueixanes, Rodès i Vinçà, i en el primari, els mateixos, més Sant Marçal. Pel que fa a secundària, els col·legis d'Arles, Ceret, Illa, Prada i Tuïr, i els liceus de Ceret, Prada o Vilallonga dels Monts per al batxillerat.